# Jevons-Paradoxon

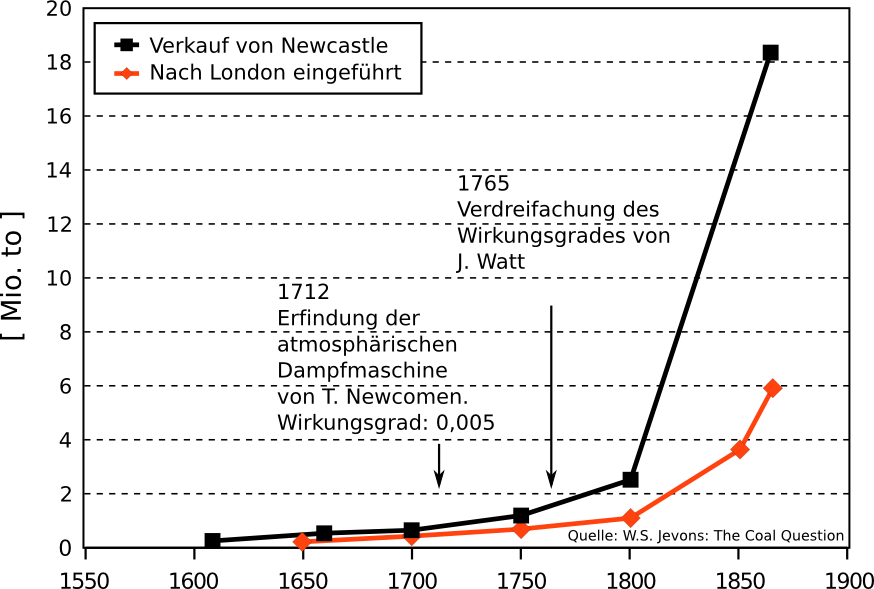
Entwicklung des englischen Kohleverbrauchs und Entwicklung der Dampfmaschine

Unter dem Jevons-Paradoxon versteht man in der Ökonomie eine Beobachtung von William Stanley Jevons, der zufolge technischer Fortschritt, der die effizientere Nutzung eines Rohstoffes erlaubt, letztlich zu einer erhöhten Nutzung dieses Rohstoffes führt, anstatt sie zu senken. In einem erweiterten Sinn wird heute von einem Rebound-Effekt gesprochen.

## Allgemeines
In seinem 1865 erschienenen Buch The Coal Question stellte Jevons fest, dass Englands Kohleverbrauch nach der Einführung von James Watts kohlebefeuerter Dampfmaschine anstieg, obwohl sie sehr viel effizienter war als Thomas Newcomens frühere Variante. Watts Neuerungen machten aus Kohle eine kostengünstigere Energiequelle und führten zu einer steigenden Verbreitung seiner Dampfmaschine im Verkehrsbereich und anderen Industriebereichen. Dies führte zu dem insgesamt erhöhten Kohleverbrauch, obwohl zugleich der spezifische Verbrauch jeder einzelnen Anwendung nachließ.

## Hintergrund und weitere Anwendungen
Eine effizientere Nutzung eines Rohstoffes ermöglicht damit auch, mehr Arbeit zu leisten und Produkte herzustellen. Damit sind Preissenkungen verbunden, die die Nachfrage ansteigen lassen und damit möglicherweise die ursprüngliche Effizienzsteigerung aufheben. Dies fördert zudem auch die Etablierung neuer Marktsegmente und Dienstleistungen.
- Erhoffte Energieeinsparungen durch die Einführung der Sommerzeit wurden durch vermehrte abendliche Aktivitäten teilweise aufgehoben.
- Induzierter Verkehr: Zeitgewinne durch neue Verkehrsinfrastruktur und Verkehrsträger werden durch höhere Reiseentfernungen, Reisehäufigkeiten und vermehrtes Pendeln ausgeglichen und führen auf Dauer ebenfalls nicht zu Zeit- und Energieeinsparungen.
- Höhere Computerleistung wird zumeist durch aufwendigere Software und anspruchsvollere Computerspiele wettgemacht (siehe: Wirthsches Gesetz).

Das Paradoxon kommt darin zum Ausdruck, dass technischer Fortschritt nicht notwendigerweise zu Einsparungen führen muss.

## Auswirkungen auf Rohstoffverbrauch und Preise
Jevons-Paradoxon gilt auch als Vorläufer der heutigen Debatte um mögliche globale Auswirkungen des Ölfördermaximums und sinnvolle Gegenmaßnahmen. Nach Jevons führen Energieeinsparungen und erhöhte Effizienz nicht zu einer Senkung des Rohstoff- oder Gesamtenergieverbrauchs; er befürchtete deswegen eine baldige Energiekrise aufgrund der auf Dauer nicht zu deckenden Kohlennachfrage. Dies hatte sich infolge des Eintritts in die Erdölnutzung ab 1859 nicht bewahrheitet. Global ermöglichten überdies neue Techniken und Verfahren, heute nicht nur deutlich mehr Kohle zu fördern, als dies zu Zeiten Jevons möglich oder vorstellbar war, sondern auch weitere Energieträger zu erschließen und mit hoher Effizienz für neue Anwendungen und Märkte zu nutzen. Nach Julian L. Simon sollte dies auch für künftige Verknappungsszenarien gelten.
Jevons hatte sich allerdings nur auf die britischen Kohlevorräte bezogen, nicht auf eine weltweite Versorgung. Das Kohlefördermaximum in Großbritannien trat 1930 ein; über 100 Jahre nach der Veröffentlichung von The Coal Question im Jahre 1865, kam es in den 1980er-Jahren zu dem (auch politisch bedingten) Zusammenbruch der Kohleförderung in seinem Heimatland mit den von ihm vorausgesagten ernsthaften Folgen für die britische Stahlproduktion.

## Künstliche Intelligenz
Bei der Beschreibung der Entwicklung von künstlicher Intelligenz wird wiederholt auf das Jevons-Paradoxon zurückgegriffen. Satya Nadella verwies im Zusammenhang mit künstlicher Intelligenz auf das Jevons-Paradoxon. Da die künstliche Intelligenz immer effizienter und zugänglicher werde, würde ihre Nutzung in die Höhe schnellen und zu einer Ware machen, von der wir einfach nicht genug bekommen könnten. Erik Brynjolfsson erklärte, dass künstliche Intelligenz bestimmte Berufe effizienter machen könnte, was zu einer erhöhten Nachfrage nach menschlicher Arbeitskraft und nicht zu Massenentlassungen führen würde.